# 四川华蝮
四川华蝮（学名：Trimeresurus sichuanensis）也称四川竹叶青蛇，其种加词“sichuanensis”意为“四川的”。一种分布于中国西南地区的毒蛇，隶属于蝰科竹叶青属。

## 分类地位
本种2011年发表时，以本种为模式种建立了新属－华蝮属（Sinovipera）。2020年发布的《中国两栖、爬行动物更新名录》也将本种归入华蝮属。但是也有学者认为广义竹叶青属被拆分和新建的诸属实际上是竹叶青属的亚属。目前很多资料又将本种归入竹叶青属。

## 保护
本种于2023年被收录入《有重要生态、科学、社会价值的陆生野生动物名录》。